# خوسيه أرتور سانشيز
خوسيه أرتور سانشيز (26 أغسطس 1996 بألمرية في إسبانيا - ) هو لاعب كرة قدم دومينيكي في مركز الهجوم.

## وصلات خارجية
- خوسيه أرتور سانشيز على موقع قاعدة بيانات كرة القدم.إي يو (الإنجليزية)